# Alfredo Luis Miranda

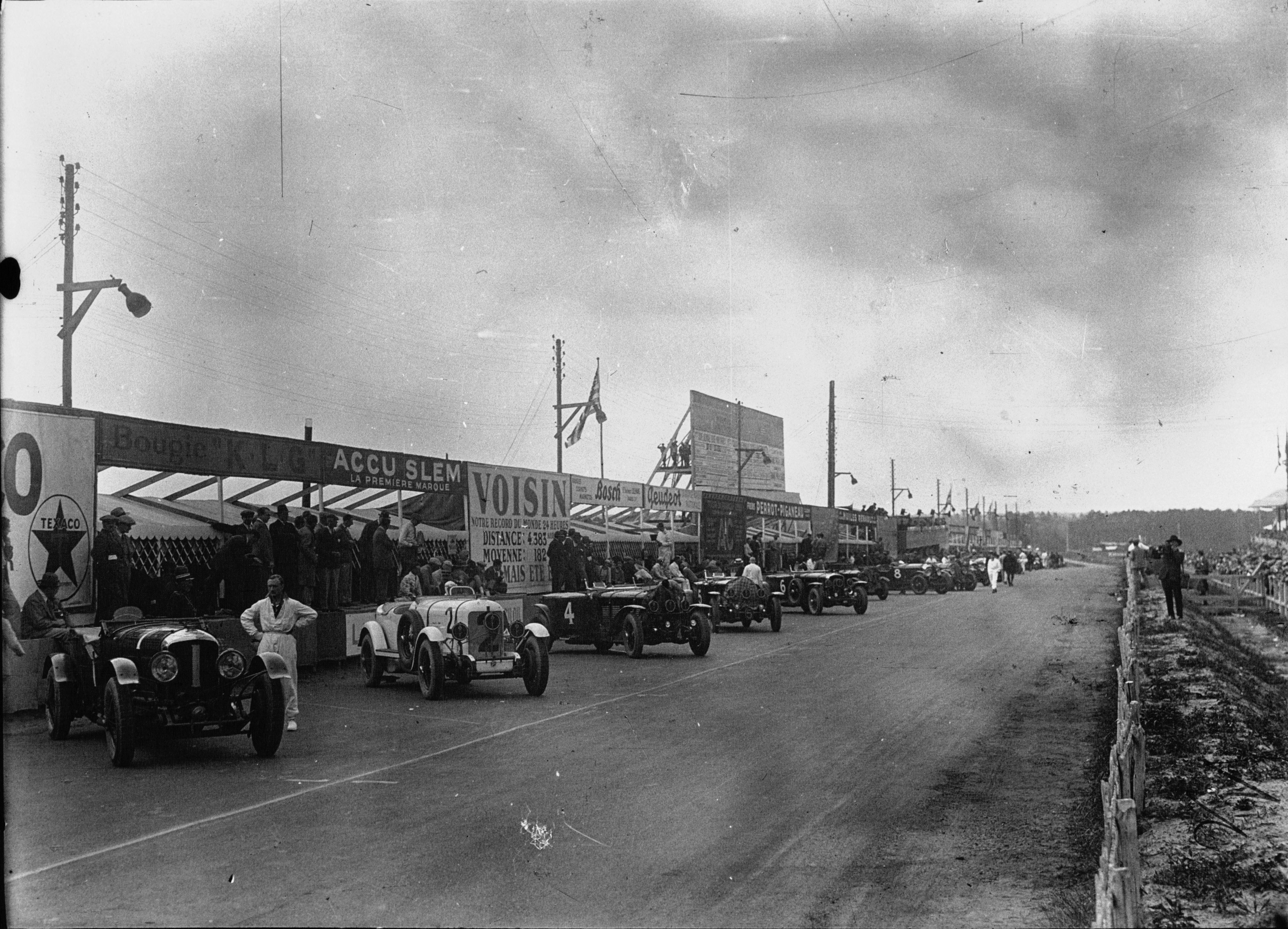
Der Du Pont Model G Speedster Le Mans (Startnummer 2) von Charles Moran und Alfredo Luis Miranda beim Start zum 24-Stunden-Rennen von Le Mans 1929

Alfredo Luis del Sagrado Carazon de Jesus Miranda y Covarrubias (* 12. Februar 1897 in Mexiko-Stadt; † 1. Juli 1978 ebenda) war ein US-amerikanischer Autorennfahrer mexikanischer Herkunft.

## Karriere im Motorsport
Alfredo Luis Miranda startete 1929 als Partner von Charles Moran beim 24-Stunden-Rennen von Le Mans. Beide gingen als Werksfahrer von Du Pont Motors ins Rennen und mussten nach einem Defekt an der Kraftübertragung ihres Du Pont Model G Speedster Le Mans vorzeitig aufgeben.

## Statistik

### Le-Mans-Ergebnisse
| Jahr | Team              | Fahrzeug                          | Teamkollege   | Platzierung | Ausfallgrund     |
| ---- | ----------------- | --------------------------------- | ------------- | ----------- | ---------------- |
| 1929 | Du Pont Motor Co. | Du Pont Model G Speedster Le Mans | Charles Moran | Ausfall     | Kraftübertragung |